# Бонстил (Јужна Дакота)
Бонстил (енгл. Bonesteel) град је у америчкој савезној држави Јужна Дакота.

## Демографија
По попису из 2010. године број становника је 275, што је 22 (-7,4%) становника мање него 2000. године.
| Група             | 2000.       | 2010.       |
| Белци             | 268 (90,2%) | 202 (73,5%) |
| Афроамериканци    | 0 (0,0%)    | 0 (0,0%)    |
| Азијати           | 0 (0,0%)    | 0 (0,0%)    |
| Хиспаноамериканци | 1 (0,3%)    | 11 (4,0%)   |
| Укупно            | 297         | 275         |